# Мартинюк Сергій Володимирович
Мартинюк Сергій Володимирович (нар. 28 грудня 1987, Дубно, Рівненська область) — український музикант, письменник, лідер рок-гурту «Фіолет» та супутніх сайд-проєктів (Kolos & Brothers, ТраТаТа та ін.), громадський діяч, артдиректор фестивалю Бандерштат.

## Життєпис
Навчався в Дубенській ЗОШ № 1, потім закінчив історичний факультет (спеціальність «Політологія») Східноєвропейського університету ім. Лесі Українки в Луцьку.
Перші авторські матеріали вийшли в 2003 році на сторінках дубенського тижневика «Дзеркало +».
В 2004 році став призером конкурсу-захисту науково-дослідницьких робіт МАН з дослідженням на тему «Геральдика Рівненщини».
З 2004 по 2009 рік активно займався громадською діяльністю, учасник Помаранчевої революції, головний редактор локальних молодіжних видань в Луцьку та їх активний дописувач.
В 2007 році став ідейним натхненником та одним із співорганізаторів фестивалю «Бандерштат», нині — одного із найдавніших та найбільших музичних фестивалів сучасної України. По сьогодні є артдиректором заходу.
В 2009 році, разом з Андрієм Олексюком, який на той час був басистом луцького гурту «В. О.Д. А.», створив музичний гурт «Фіолет», один із найпопулярніших молодих поп-рок колективів країни, у списку якого чотири повноцінні альбоми, активні теле- і радіоротації, понад десять всеукраїнських турів і десятки тисяч слухачів по всій країні.
29 травня 2024 року приєднався до складу Збройних Сил України.

## Дискографія

### Альбоми
- 2011 — «Нерводрами»
- 2012 — «28.12.87»
- 2014 — «Lvivlive»
- 2016 — «Лютий Березень»
- 2017 — «Kamasutra»
- 2017 — «Best»
- 2020 — «14 поважних причин»

### Сингли
- 2013 — «Дельфіни»
- 2014 — «Як я живу #1»
- 2020 — «Як я живу #2»

## Музична діяльність

### Фіолет
Взимку 2009 року, разом з Андрієм Олексюком, створив гурт «Фіолет».

### Тратата
У червні 2012 року Колік та Колос презентували спільний сайд-проєкт «ТраТаТа» разом зі скандальним дебютним кліпом. У липні Колос та Колік відіграли у Луцьку електронний експериментальний сет.

### Колос&Brothers
Узимку 2009 року разом з Андрій (Володимирович) Олексюк, створив гурт під «ФІОЛЕТ».

### Інші сольні проєкти
28 грудня 2012 року, у свій день народження, побачив світ повноцінний сольний альбом Колоса під назвою «28.12.87.».
У 2013 році, до чергової річниці створення УПА, вокаліст Сергій Мартинюк (Колос) в рамках сольного проєкту разом із гітаристом Миколою Тимощуком презентували нове відео на пісню «За тебе». У відео — історія трьох упівців, один з яких, намагаючись врятувати своїх побратимів, опиняється в руках «енкаведистів», де гине після катувань від рук ворога. "Мені видається, що в нашій країні музикант без громадської позиції — це щонайменше безвідповідально, " — говорить в інтерв'ю вокаліст.
У грудні 2014 року Сергій Мартинюк презентував новорічний сингл «До нового року». «Мені завжди імпонувала західна музична традиція новорічно-різдвяних пісень. Від Сінатри до сучасників The Killers. У нас вийшла своя інтерпретація цього, перенесена на українські реалії», — розповів музикант.

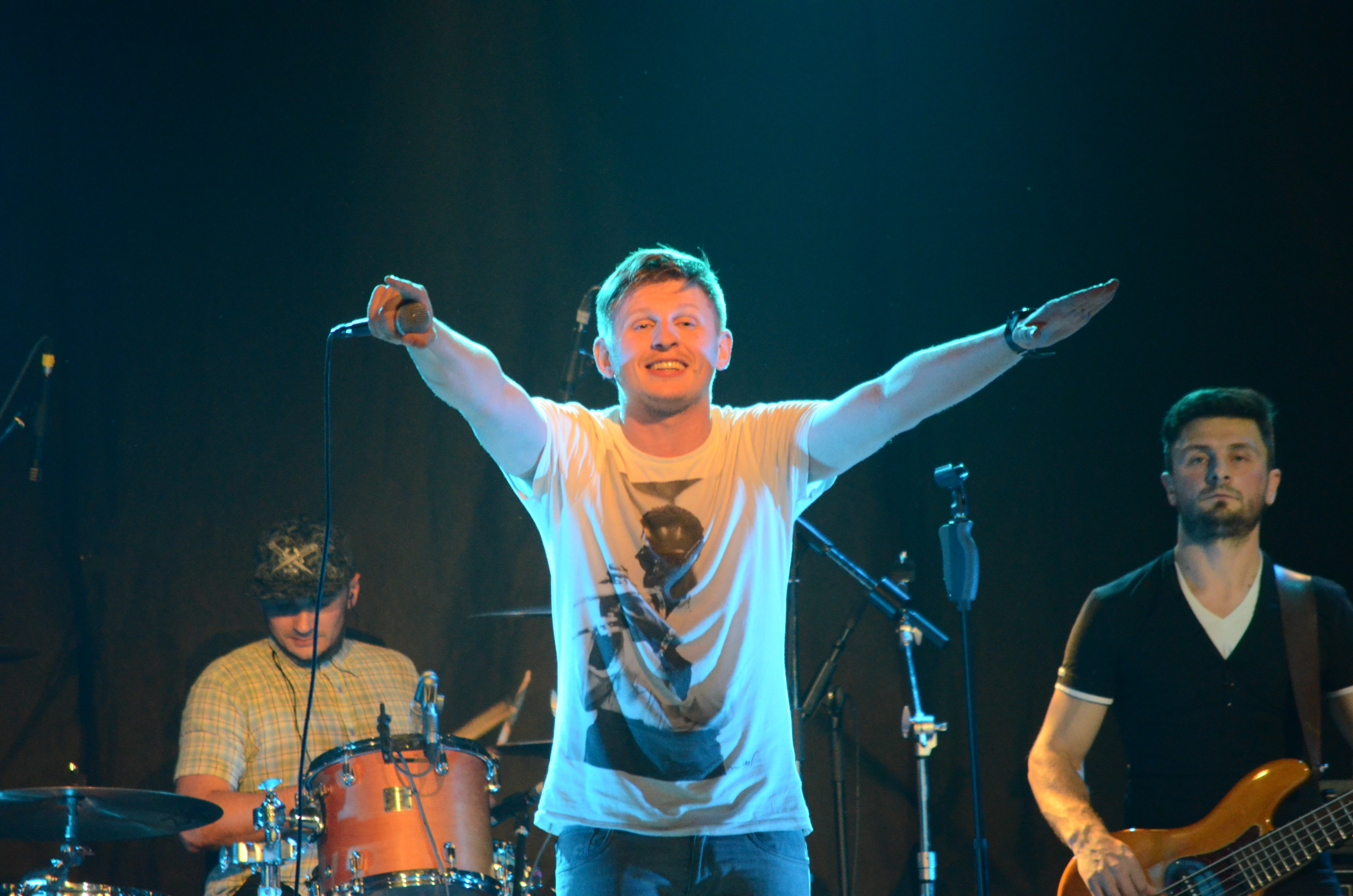
Концерт у Києві, 2015

У 2015 році розпочався всеукраїнський тур «Як я живу» — презентація нового альбому сольного проєкту Колоса за участю Коліка Тимощука. Концертна мапа складається з близько 20-ти українських міст, серед яких як великі міста (Київ, Львів, Вінниця, Харків, Одеса, Дніпро та ін.), так і районні центри (Острог).
В лютому-березні 2016 року відбувся Всеукраїнський тур сольного проєкту Колоса в форматі піаноакустики. До проєкту долучився ще один музикант ФІОЛЕТу — клавішник Петро Свіст, з яким створювалася нова за звучанням програма. Концерти мали відбутися в близько 30 містах України та Білорусі. Проте Сергію Мартинюку заборонили в'їзд до Білорусі.

## Письменницька діяльність

### Капітан Смуток
У 2018 році вийшов дебютний роман «Капітан Смуток»,  [Архівовано 28 грудня 2019 у Wayback Machine.]. Книга розповідає про двох друзів, що вирушили у мандри Україною. Крізь призму магії дитинства, автор дозволяє читачеві поринути у справжній колорит 90-их, відчути на собі часи дефіциту, бандитизму та розпусти, але, водночас, пережити щастя та доторкнутися до творчості.

| "Написати свій роман і видати його було найзаповітнішою мрією моїх перших десяти! А зважаючи, що роман присвячений місту мого дитинства і, зокрема, нашому з вами дитинству, то це мрія за три", – написав Сергій на своїй персональній сторінці у Facebook. |.
Читачі сприйняли роман позитивно і перший тираж був досить швидко розкуплений, а от критики — неоднозначно: «Дорога все виправдовує та пояснює, дорога вибудовує сюжет і робить зрозумілою логіку головних персонажів, дорога мотивує і дає можливість перепочити. Вона задає ритм оповіді, то прискорюючи його, то ненав'язливо уповільнюючи. Дорога загалом ідеальне місце для того, аби розповісти про дитинство і дорослішання, про втрачене й збережене, про самотність і дружбу. Чим Колос і користується. „Капітан Смуток“ — гірка й відверта книга про те, як ми обираємо свої шляхи, як ми тримаємось їх, як ми вперто й без особливої надії на успіх рухаємось ними, намагаючись досягнути, зрештою, бажаної мети, намагаючись віднайти впродовж подорожі щось найважливіше, намагаючись упродовж цієї подорожі не загубити самих себе.
Усім любителям автостопу та самопізнання присвячується» — Сергій Жадан.

### Реп'яхи
Восени 2019 року, в рамках «Все чесно тур» вийшла збірка віршів «Реп'яхи». Презентації якої відбулися в Львові, Харкові, Києві та інших містах.

### Рок-н-рол
Роман «Рок-н-рол. Роман про всі правди і неправди українського рок-н-ролу» був опублікований у видавництві «Фабула» 2020 року.

### Король дощу
Роман «Король дощу» був опублікований 2022 року у «Видавництві Старого лева».

### Кушмарджак
2024 року вийшов друком новий роман Мартинюка «Кушмарджак». Роман опублікований у видавництві «Новий формат».

## Родина
- Катерина Ващук — дружина, з травня 2024 року, двоє дітей[11]